# Cuscús de Stein
El cuscús de Stein (Phalanger vestitus) és una espècie de marsupial de la família dels falangèrids. Viu a Indonèsia i Papua Nova Guinea.